# Huracán Julia (2022)
El huracán Julia fue un huracán categoría 1 que tocó tierra en Nicaragua y fue el segundo ciclón de la temporada que sobrevivió al cruce del Atlántico al Pacífico y provocó severos impactos en partes del Caribe y Centroamérica. La duodécima depresión tropical, décima tormenta nombrada y quinto huracán de la Temporada de huracanes del Atlántico de 2022 y la decimoctava tormenta tropical de la Temporada de huracanes en el Pacífico de 2022, Julia se originó a partir de una activa onda tropical en el Océano Atlántico tropical convirtiéndose en depresión tropical temprano el 7 de octubre y horas después en una tormenta con nombre. Tomó un curso hacia el sur a través del Mar Caribe y pasó frente a la costa de Venezuela en el momento en que se convirtió en un ciclón tropical. Solo una tormenta registrada, la Tormenta tropical Bret (1993), ha rastreado más al sur sobre América del Sur. El 8 de octubre, se convirtió en el quinto huracán de la temporada y luego tocó tierra en Nicaragua. Emergió en el Océano Pacífico como una tormenta tropical tarde el 9 de octubre, convirtiéndose en la segunda tormenta de la temporada en sobrevivir al cruce entre la cuenca del Atlántico y el Pacífico. Luego, la tormenta se movió brevemente a lo largo de la costa de El Salvador, antes de moverse hacia el interior y debilitarse sobre Guatemala como depresión tropical y posteriormente se disipó el 10 de octubre. 
Julia trajo fuertes lluvias que causaron inundaciones repentinas que amenazaron la vida y deslizamientos de tierra mortales en el norte de Venezuela y Colombia y gran parte de Centroamérica. En Las Tejerías, en el centro-norte de Venezuela, al menos 54 personas murieron cuando el lodo y los escombros inundaron el pueblo causando daños catastróficos. En Centroamérica fuertes lluvias y vientos, inundaciones repentinas, marejadas ciclónicas, derrumbes totales y parciales de viviendas, caída de árboles, crecidas de ríos y arroyos mortales fueron los daños más graves que se reportaron en toda la región. Julia en total máto a 89 personas a su paso; 54 en Venezuela, 14 en Guatemala, 10 en El Salvador, 5 en Nicaragua, 4 en Honduras y 2 en Panamá y además dejó un daño total estimado en alrededor de $400 millones de dólares (USD)

## Historia meteorológica
En la mañana del 2 de octubre, el Centro Nacional de Huracanes (NHC) comenzó a darle seguimiento a una activa onda tropical sobre el Atlántico tropical central para un posible desarrollo gradual. Una área extensa de baja presión con un centro mal definido se formó dentro del sistema el 4 de octubre, cuando se acercaba al sur de las Islas de Barlovento. Una misión de cazadores de huracanes en el sistema al día siguiente encontró vientos en la superficie con fuerza de tormenta tropical, pero determinó que no tenía un centro de circulación bien definido. Debido a la amenaza que el sistema en desarrollo representaba para las áreas terrestres en el sur del Mar Caribe, el Centro Nacional de Huracanes (NHC) inició avisos sobre él como Potencial Ciclón Tropical Trece a las 15:00 UTC del 6 de octubre mientras se encontraba a unos 240 km (150 millas) al este-sureste de Curazao. Más tarde, después de que las imágenes satelitales y los datos de radar indicaran que la perturbación había alcanzado suficiente circulación y convección organizada, y después de que los datos del vuelo de cazadores de huracanes mostraran la presencia de vientos de alrededor de 55 km/h (35 mph) al norte del centro, el sistema fue designado como la Depresión Tropical Trece a las 03:00 UTC del 7 de octubre mientras se encontraba situado a 100 km (65 millas) al oeste-suroeste de Curazao. Poco después, el sistema tocó tierra como depresión en Falcón, Venezuela con vientos de 55 km/h y más tarde tocó tierra en Uribia, La Guajira en Colombia también con esa intensidad. Un fuerte estallido de convección profunda se desarrolló cerca del centro de la depresión a medida que avanzaba por la Península de la Guajira en la madrugada del 7 de octubre, y poco después se fortaleció hasta convertirse en la Tormenta tropical Julia sobre el suroeste del Caribe a las 15:00 UTC de ese día. Posteriormente, el estallido de convección profunda que había desarrollado en la mañana fue eliminado por la cizalladura del noroeste, y el centro de la tormenta en niveles bajos quedó expuesto durante las siguientes horas, pero aun así Julia mantuvo la intensidad de tormenta tropical mínima. Cuando disminuyó la cizalladura del viento aumentó la convección persistente y profunda sobre el centro, y la tormenta comenzó a intensificarse progresivamente a partir del 8 de octubre. Julia continuó intensificándose y los cazadores de huracanes descubrieron que se había convertido en un huracán alrededor de las 23:00 UTC del 8 de octubre al tener vientos de 120 km/h (75 mph) y una presión central de 990 mbar mientras se encontraba ubicado a solamente 15 km (10 millas) al sur de la Isla de San Andrés. Julia alcanzó su intensidad máxima como un huracán de categoría 1 a las 06:00 UTC del 9 de octubre con vientos de 140 km/h (85 mph) y una presión mínima de 982 mbar. Alrededor de las 07:15 UTC de ese día, Julia tocó tierra cerca de Laguna de Perlas, Nicaragua en su máxima intensidad. Luego, el sistema se debilitó gradualmente a medida que avanzaba hacia el oeste sobre Nicaragua y fue degradada a una tormenta tropical a las 15:00 UTC de ese día, aunque mantuvo una circulación bien definida y persistió convección profunda cerca del centro. Todavía siendo tormenta tropical, Julia cruzó hacia la cuenca del Océano Pacífico oriental cerca de las 00:00 UTC del 10 de octubre convirtiendo a la temporada del 2022 en la primera en tener dos ciclones tropicales que sobreviven al cruzar del Atlántico al Pacífico desde la Temporada de 1996. Mantuvo una banda de convección profunda sobre las partes sur y este de su circulación, las áreas que aún no interactúan con el terreno montañoso del interior. A las 12:00 UTC del 10 de octubre, el centro de la tormenta cruzó la costa de El Salvador, a unas 35 millas (56 km) al oeste de San Salvador, y luego se debilitó a depresión tropical. Más tarde ese mismo día, Julia degeneró en un remanente bajo que se extendía desde la costa de Guatemala hasta el extremo sureste de México.

## Preparaciones e Impacto

### Trinidad y TobagoTrinidad y Tobago
El 5 de octubre, el fenómeno provocó fuertes tormentas eléctricas en varias de las Islas de Barlovento y la costa caribeña de América del Sur. Más de 2 pulgadas (51 mm) de lluvia cayeron en Trinidad y Tobago en menos de media hora, lo que provocó importantes inundaciones repentinas.

### VenezuelaVenezuela
La vicepresidenta de Venezuela, Delcy Rodríguez, dijo que en tan solo ocho horas cayó el equivalente a un mes de lluvia.
 Las fuertes y continuas lluvias por el paso de Julia como disturbio y luego como depresión tropical, causaron desbordamientos de ríos, inundaciones, deslizamientos de tierra, colapso de viviendas, fallas en el servicio eléctrico y árboles caídos en al menos 8 de los 23 estados de Venezuela siendo estos, Carabobo, Falcón, Miranda, Aragua, Mérida, Trujillo, Táchira y Guárico, además del Distrito Capital. Según el presidente Nicolás Maduro, se registraron afectaciones en 120 de los 335 municipios del país. 22 mil viviendas fueron afectadas por inundaciones y 17 colapsaron parcial o totalmente. Un derrumbe afectó parte de la autopista Valencia-Puerto Cabello, uno de los puertos más importantes del país ubicado en el estado Carabobo, al oeste de Caracas. En Las Tejerías, en el centro-norte de Venezuela, al menos 54 personas murieron y 60 desaparecieron cuando el lodo y los escombros inundaron el pueblo
.

### ColombiaColombia
En la tarde del 7 de octubre Julia pasó al norte de la Península de La Guajira, en el extremo noreste de Colombia, con vientos máximos sostenidos de 65 kilómetros por hora, según el NHC. Eso produjo lluvias intensas en el norte de Colombia, con la consecuencia del riesgo de inundaciones y deslizamiento de tierras. Se reportaron más de 19 mil familias damnificadas.
El 8 de octubre las alertas se pusieron en el archipiélago colombiano de San Andrés y Providencia que dos años atrás habían sufrido el embate de los huracanes Eta e Iota y el presidente, Gustavo Petro, declaró la alerta máxima y le pidió a las empresas hoteleras que acogieran en sus instalaciones a los vecinos más vulnerables. El gobernador del archipiélago decretó la suspensión de clases a partir del 7 de octubre. Se dispusieron de seis refugios en la Isla de San Andrés y otro más en la Isla de Providencia. El espacio aéreo quedó cerrado y se estableció un toque de queda entre las 6:00 de la mañana del 8 de octubre y las 6:00 de la mañana del 11 de octubre. El Instituto Meteorología del archipiélago alertó sobre precipitaciones acumuladas fuertes y extremas que podrían superar los 120 mm, tormentas eléctricas, ráfagas de viento, y marejada ciclónica en el área del archipiélago. El archipiélago se quedaró sin electricidad el 8 de octubre a las 2 de la tarde. En la Isla de San Andrés según se reportó los daños fueron leves y se reportaron dos personas lesionadas, 2 viviendas destruidas, 101 averiadas, así como caída de árboles en el área y además los fuertes vientos arrancaron los techos de hojalata de varias casas. La Defensa Civil de Colombia informó que se rescataron a 34 personas que estaban atrapadas en un ancianato en esa isla por el Huracán Julia.

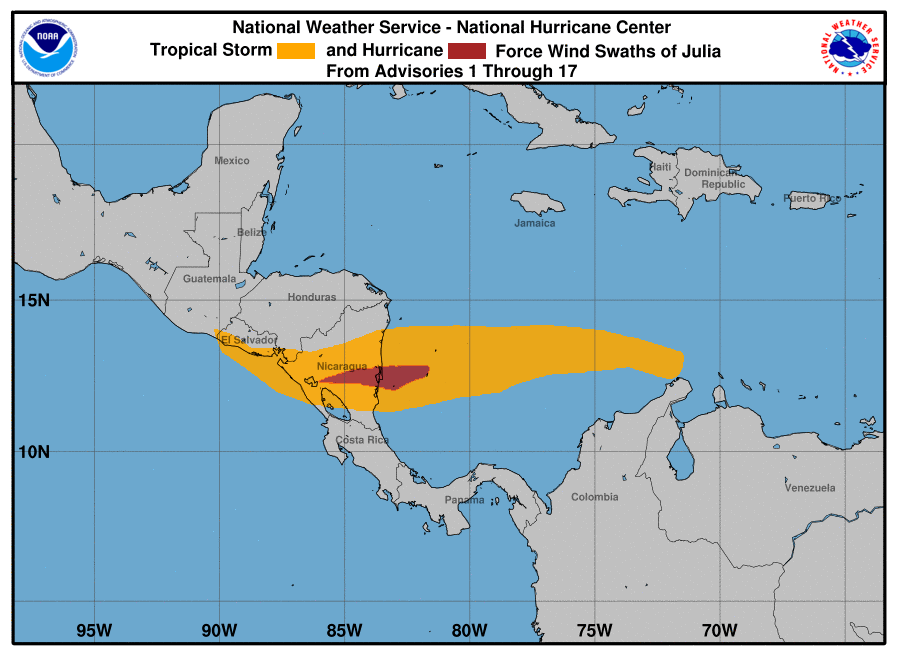
Mapa que muestra el campo de vientos de huracán en rojo y el campo de vientos de tormenta tropical en naranja del Huracán Julia

### NicaraguaNicaragua
Se habilitaron más de 600 albergues en la zona del impacto directo de Julia. Más de 13000 personas fueron albergadas en casas de familias, en casas solidarias y además se utilizaron más de nueve refugios y 24 albergues, que acogieron a casi 2000 personas para que pudieran enfrentar los primeros momentos del impacto del fenómeno.El 9 de octubre, el Gobierno decretó alerta roja para todo el territorio nacional, dejando sin efecto la alerta amarilla que impusieron el 8 de octubre. La tormenta tropical Julia salió de Nicaragua en la tarde del 9 de octubre y dejó un reguero de destrucción tras quince horas de azote: unas 2.000 viviendas vueltas escombros y 3.000 inundadas. Más de 1.500 familias fueron afectadas a su paso por la costa caribeña del país centroamericano como huracán de categoría 1. Las intensas lluvias provocaron que 70 ríos se desvordaran. En la ciudad de Nandaime, en el Departamento de Granada, las corrientes levantaron adoquines de las calles y arrancaron árboles. Alrededor de un millón de habitantes de la región costera de Nicaragua se quedaron sin electricidad e internet debido a la caída de las líneas. El Sistema Nacional de Desastres de Nicaragua dijo en Twitter el 9 de octubre que todo el país estaba en “alerta roja”, luego de que las fuertes lluvias provocaran la inundación de varios ríos. Cinco personas murieron en Nicaragua luego de ser arrastradas por las corrientes de los ríos por las fuertes lluvias que dejó Julia.

### HondurasHonduras
Ante la formación de Julia, se emitió una vigilancia de tormenta tropical desde la frontera con Nicaragua hacia el oeste hasta Punta Patuca y más tarde se emitió una alerta de tormenta tropical para la costa del Pacífico Hondureño. Primeramente se emitió una alerta amarilla el 7 de octubre para el departamento de Gracias a Dios y para los municipios aledaños al Río Ulúa. Se pronosticaron lluvias en el país de hasta 400 milímetros de precipitaciones. El gobierno informó que se tenían activados los centros de operación de emergencias regionales y departamentales y que todas las dependencias del gobierno estarían para facilitar los recursos logísticos. Se habilitaron más de 1200 refugios a lo largo y ancho del país. Más de 12 mil personas fueron evacuadas en más de 140 albergues habilitados en 8 departamentos del país. Se suspendieron las clases el 10 de octubre por tres días ante el acercamiento de Julia y en el norte del país fue cerrado un aeropuerto. Posteriormente el gobierno emitió una alerta roja en diez departamentos y una alerta amarilla en otros ocho. Se activó una alarma de evacuación obligatoria en La Lima, cerca de San Pedro Sula debido al incremento del caudal del Río Chamelecón. Se reportaron más de 144 mil personas afectadas en todo el país, más de 800 viviendas dañadas o colapsadas, más de 70 centros educativos dañados y más de 100 mil hectáreas de cultivo dañadas. Aunque Julia no tocó tierra en el país, las bandas externas del ciclón provocaron fuertes precipitaciones que contribuyeron a inundaciones repentinas, desbordamientos de ríos y deslizamientos de tierras mortales. Las fuertes lluvias e inundaciones comprometió la seguridad alimentaria del país. El Instituto Nacional Agrario (INA) señaló que las pérdidas en la agricultura están en el entorno de los $60 millones de dólares. Las afectaciones más severas fueron en los cultivos de banano y palma aceitera. Como resultado 4 personas murieron en el país como consecuencia de los embates de Julia.

Bucle satelital del Huracán Julia poco después de tocar tierra en Nicaragua el 9 de octubre de 2022.

### Costa RicaCosta Rica
La Comisión Nacional de Emergencias decretó una alerta amarilla de preparación para la Zona Norte y el Pacífico Zur y decretó una alerta verde informativa para el resto del territorio nacional. El Instituto Meteorológico Nacional (IMN) recomendó precaución por saturación de alcantarillado y por posibles inundaciones repentinas. Se pronosticaron lluvias intermitentes para el 9 de octubre en el Valle Central y las clases fueron suspendidas temporalmente en todo el país a partir del lunes 10 de octubre en todas las escuelas públicas. Julia afectó de forma indirecta a Costa Rica pues su centro no tocó tierra en el país. Se produjeron inundaciones en la costa del Pacífico especialmente en los cantones de Golfito, Corredores y Puntarenas. Un río se desbordó en Puntarenas afectando a varias viviendas. Más de 300 personas tuvieron que ser albergadas en el país debido al temporal. Se registraron 260 milímetros de precipitaciones en el Cantón de Golfito y los alrededores y se habían registrado además más de 400 eventos de inundaciones en toda la nación.

### El SalvadorEl Salvador
En el 8 de octubre, el gobierno declaró alerta naranja para todo el territorio ante el acercamiento de la entonces tormenta tropical. Ante la declaratoria, el Ministerio de Educación informó que los centros escolares públicos y privados además de las universidades deben suspender las clases de forma presencial y virtual el lunes 10 de octubre. También se informó a la población pesquera y demás actividades de recreación en ríos, playas y lagos suspendan sus actividades hasta el martes 11 de octubre. También se prepararon 67 albergues habilitados para dar refugio a más de 3000 personas. El mismo día se decretó un estado de emergencia nacional por el huracán.
En el 9 de octubre, el gobierno cerró, hasta nuevo aviso, los parques nacionales, espacios turísticos administrados por la Corporación Salvadoreña de Turismo y el Instituto Salvadoreño de Turismo así como las Áreas Naturales Protegidas. El mismo día, según el gobierno, los albergues alcanzaron una capacidad para atender a 4000 personas refugiadas. El gobierno terminó por declarar alerta roja por Protección Civil por causa de los vientos en todo el territorio nacional. En la tarde se realizaron las primeras evacuaciones de 14 familias en el sector conocido como La Punta de la playa El Tamarindo del municipio de Conchagua; algunas familias no querían dejar sus viviendas, por lo que Protección Civil se valió del estado de emergencia para obligarlos a desplazarse a un albergue. Luego se procedió a la evacuación de poblaciones en riesgo en la franja costera y en lugares vulnerables a desbordamientos.
Para el 9 de octubre el Ministerio de Medio Ambiente y Recursos Naturales indicó que habrían ráfagas de viento con velocidades de 50 a 70 kilómetros por hora. En diferentes municipios se reportaron caídas de árboles, impidiendo el tráfico y dañando carros. El desprendimiento de ramas obstaculizaron las vías en varias carreteras principales; las carreteras también fueron afectadas por derrumbes. En los municipios orientales de Concepción de Oriente, Conchagüa, Intipuca, Lislique, Nueva Esparta y Polorós se reportaron vientos de hasta 93 kilómetros por hora, sintiéndose vientos de hasta 62 kilómetros por hora en la zona oriental y en la zona costera occidental.

### GuatemalaGuatemala
El 8 de octubre las autoridades de protección de Guatemala activaron una Alerta Roja institucional ante el impacto que pudiera tener Julia en el país y se indicó que nueve departamentos del noroeste y el departamento de Izabal podrían ser los más afectados. Se suspendieron las clases presenciales el 10 de octubre. Un derrumbe en el municipio de Panzós en el departamento de Alta Verapaz provocó que cinco personas quedaran atrapadas bajo la tierra. El presidente de Guatemala, Alejandro Giammattei declaró el estado de calamidad en el país el día 10 de octubre ante la emergencia provocada por Julia. En el municipio Morales, Izabal el desbordamiento de un río provocó el cierre temporal de un tramo de la carretera que conduce hacia el Océano Atlántico. 167 mil hogares se quedaron sin energía eléctrica en todo el país además de daños en hidroeléctricas. Se reportaron casi 50 movimientos de masa, más de 130 inundaciones y afectaciones en más de 50 carreteras y 9 puentes, de ellos 3 destruidos y en más de 80 centros educativos. Se informó además que más de 2700 personas fueron evacuadas en toda la nación. Se reportaron al menos 14 fallecidos en el país como consecuencia de las fuertes lluvias, inundaciones, deslizamientos de tierras, derrumbes, entre otras causas provocadas por Julia.

### PanamáPanamá
El Ministerio de Educación de Panamá suspendió las clases en todo el territorio nacional el 10 de octubre. El incremento de lluvias y vientos sobre el país causó varios deslizamientos de tierras, inundaciones, deslaves y desbordamientos de embalses. Mas de 200 personas tuvieron que ser evacuadas en el distrito de Tierras Altas, en la Provincia de Chiriquí. El Sinaproc decretó alerta amarilla (amenaza creciente de un fenómeno natural) para todo el país con excepción de la provincia de Panamá y alertó que las precipitaciones podrían incrementarse. Varios lugares quedaron incomumicadas por las inundaciones como Cerro Punta y Volcán, debido a un deslizamiento de tierra que cerró la vía a la altura de la Nueva Suiza, indicaron las autoridades. Los servicios de emergencia de Panamá confirmaron el 10 de octubre dos muertes como resultado de las fuertes lluvias, con alrededor de 300 personas evacuadas de las comunidades cercanas a la frontera del país con Costa Rica.